# تغازوت
تغازوت هي جماعة قروية في عمالة أكادير إداوتنان بجهة سوس ماسة جنوب المغرب. وهي تضم 5260 نسمة حسب الإحصاء العام للسكان والسكنى لسنة 2014.
يبعد مركز جماعة تغازوت عن مدينة أكادير بـ 20 كلم.

## دواوير الجماعة
- دوار تشديرت
- دوار أيت بعود
- دوار أيت بيهي
- دوار تمسولت
- دوار أكني
- دوار تغروط
- دوار اكي افرض
- دوار أزازول
- دوار أدوز
- دوار إوليت
- دوار إكوزا
- دوار افراضن
- دوار اݣي نتاريكت
- دوار اݣينتسيلا
- دوار اشريبن
- دوار ايت ملاك
- دوار تݣانت
- دوار ايموليلي
- تكرزامت

## الاقتصاد

### الاقتصاد المحلي
يعتمد اقتصاد تغازوت بشكل كبير على الأنشطة التي لها علاقة بالبحر، كالصيد البحري التقليدي، ورياضة ركوب الأمواج. بالإضافة إلى قطاع السياحة الذي ساهم بشكل كبير في توفير فرص الشغل بالمنطقة، كما ساهم قطاع السياحة في خلق مشاريع تجارية كمحلات بيع الهدايا التذكارية والمقاهي والمطاعم خصوصاً بالشارع الرئيسي في مركز الجماعة وبكورنيش تغازوت.

### مشروع تغازوت باي
تغازوت باي هو عبارة عن منتجع سياحي على مساحة إجمالية تصل إلى 615 هكتار، ويمتد على 4,5 كيلومترا من الشواطئ، ويضع في قلب أولوياته الحفاظ على الموارد الطبيعية، والأصالة الاجتماعية والثقافية للمنطقة، وكذا تعزيز الرأس المال البشري المحلي. ويتألف المنتجع من فنادق فاخرة ومجمعات سياحية وسكنية.
وتهدف المحطة السياحية تغازوت باي إلى إستقطاب أزيد من 300 ألف سائح في السنة، حيث تمتاز هذه المحطة السياحية بغنى وتنوع أنشطتها، وذلك من خلال توفرها على أكاديميات متخصصة في العديد من الرياضات، كالرياضات البحرية، والغولف، والتنس. كما تتوفر تغازوت باي على مسارات مخصصة للدراجات والجولات الجبلية.

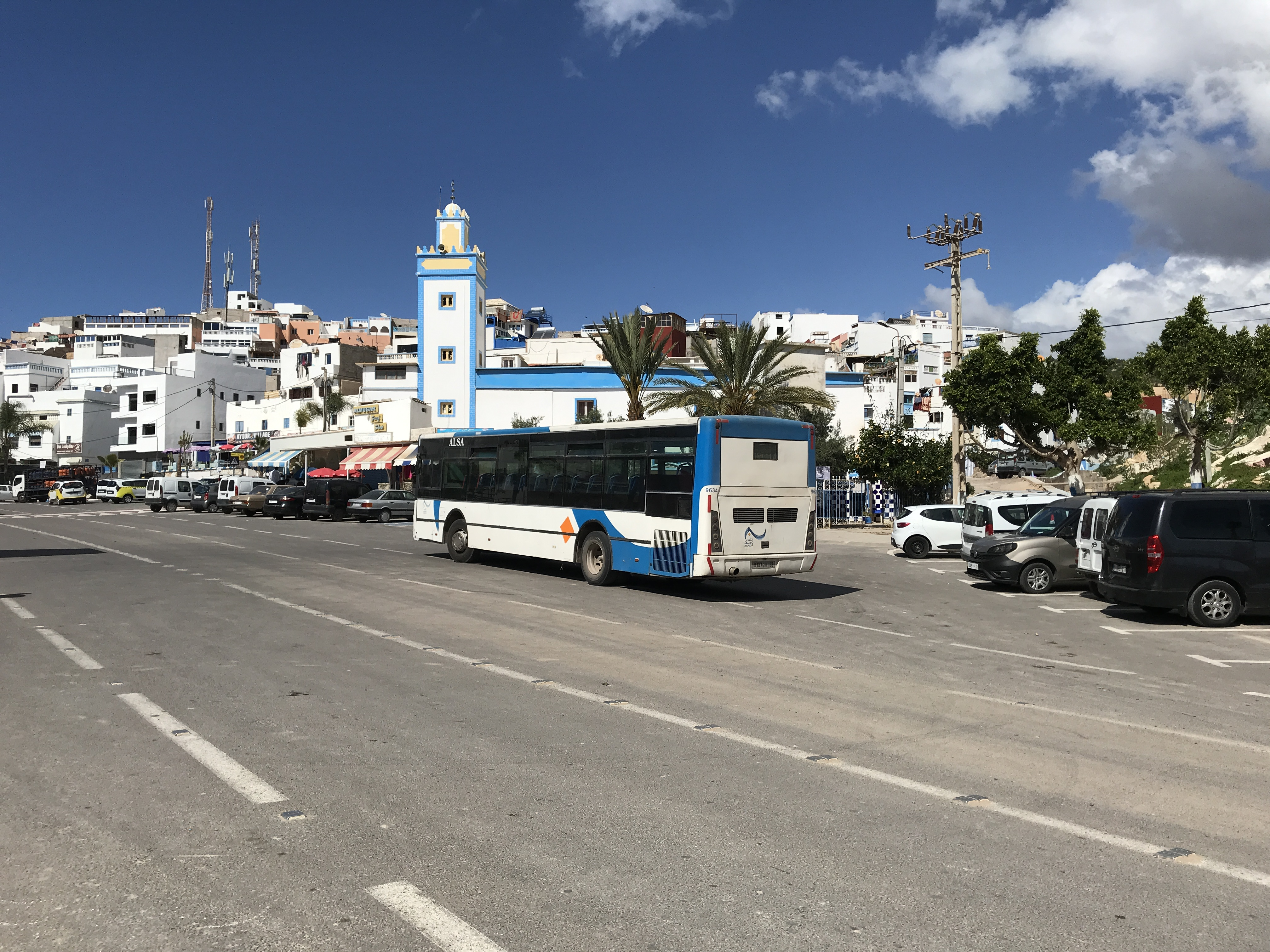
الحافلة الرابطة بين تغازوت وأكادير

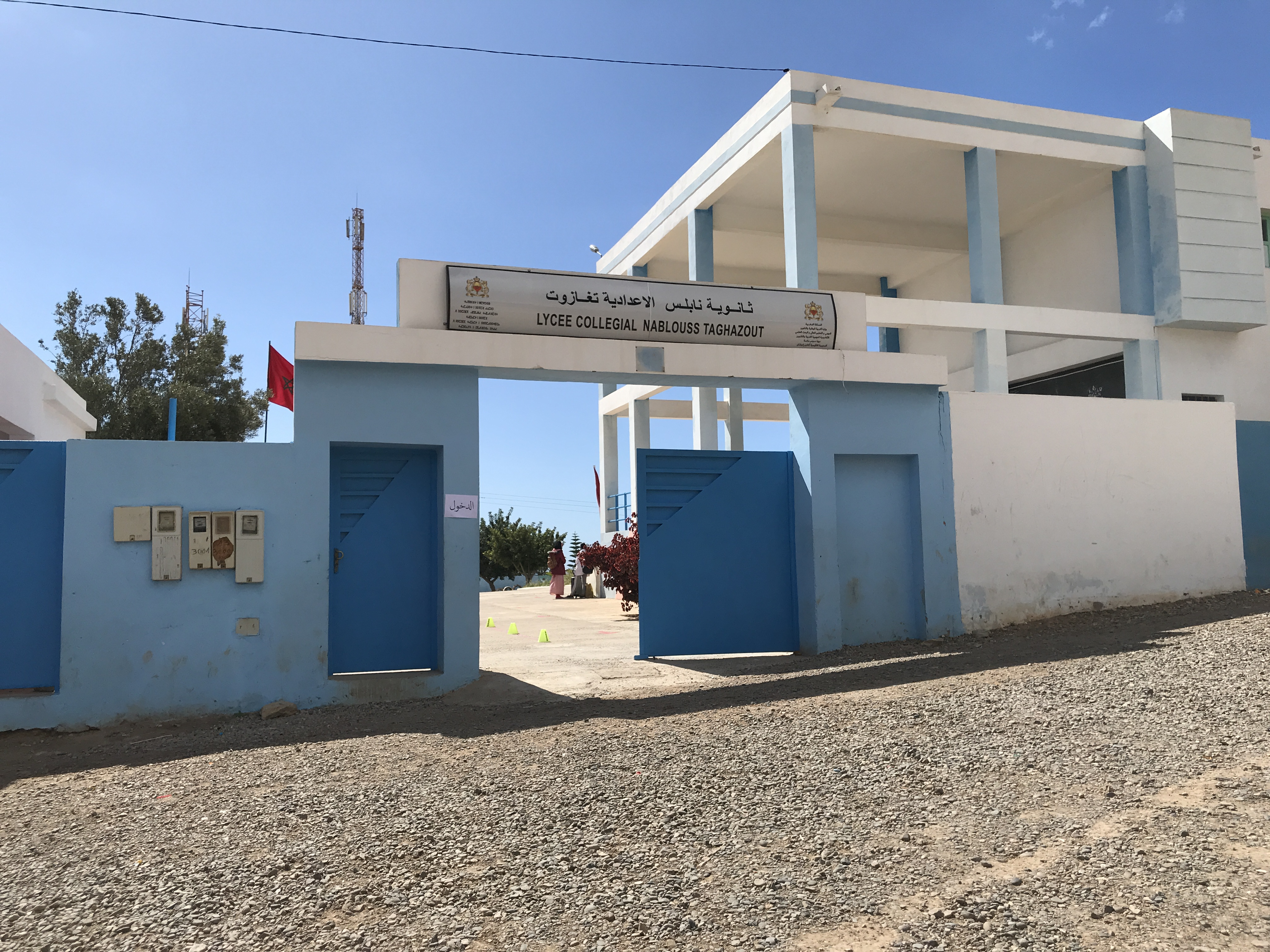
إعدادية نابلس

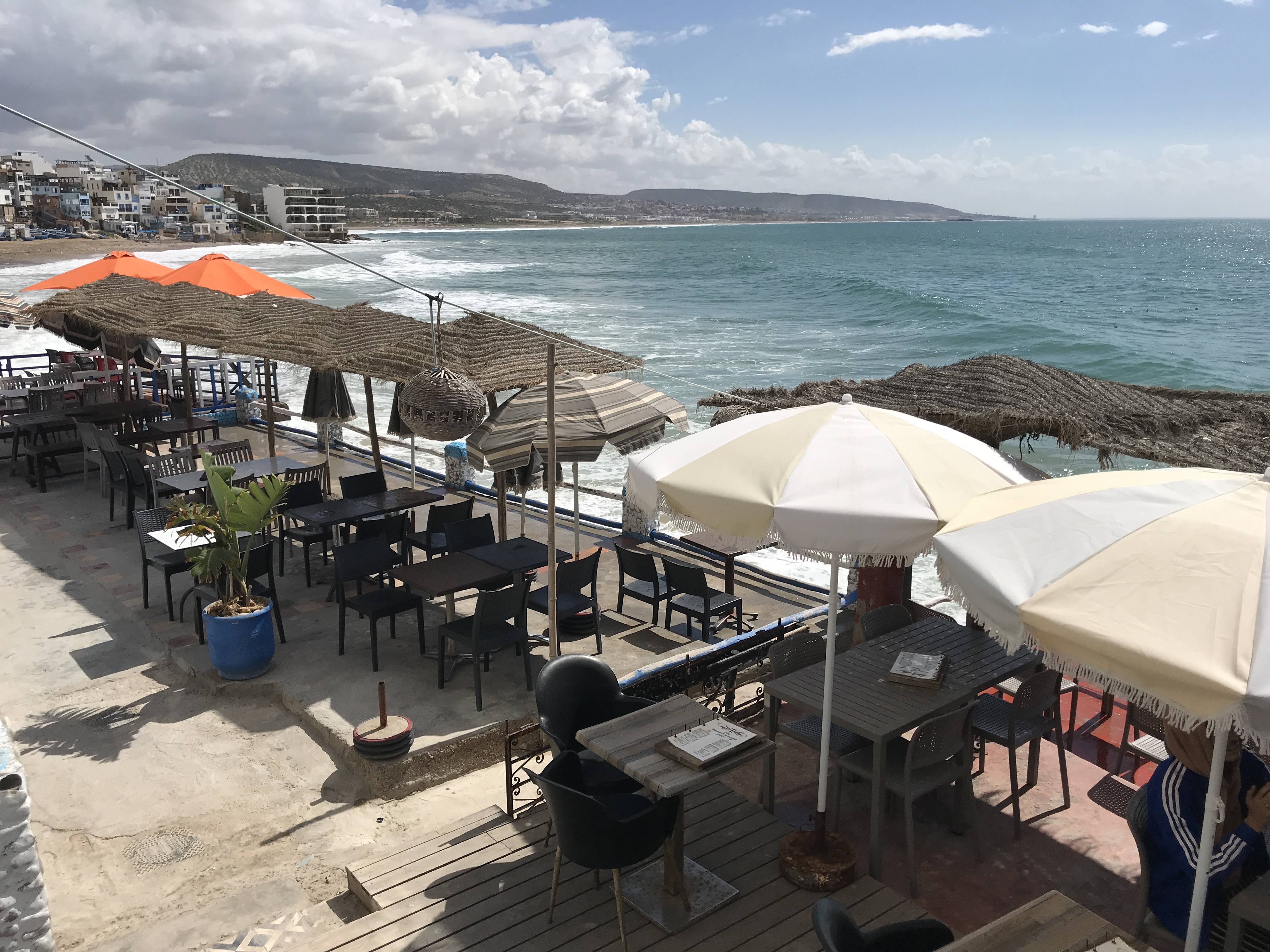
مطاعم تقع قرب البحر في تغازوت

## النقل والطرق
يوجد في مركز جماعة تغازوت محطة خاصة بسيارات الأجرة الكبيرة والتي تربط بين تغازوت وأكادير. كما تتوفر شركة ألز للنقل بالحافلات على خطين: خط 32 يربط بين تغازوت وأكادير، وخط 33 يربط بين التامري وأكادير ويمر عبر تغازوت. ويبلغ سعر تذكرة النقل بواسطة حافلة ألزا من أكادير إلى تغازوت 7.5 درهم عند الدفع نقداً، أو 6.30 درهم عند الدفع بواسطة بطاقة إخلاص.

## التعليم
قائمة المؤسسات التعليمية في الجماعة القروية تغازوت:

### التعليم الإبتدائي
- مجموعة مدارس الإمام البوصيري (المركزية: تغازوت / الوحدات: أدار - أيت بيهي - أكني)
- مجموعة مدارس سيدي سعيد أوحماد (المركزية: إكوزا / الوحدات: أدوز - أيت ملاك)
- مجموعة مدارس سوق السبت (المركزية: أوركا / الوحدات: إكي إفرض - إيسي)

### التعليم الإعدادي والثانوي

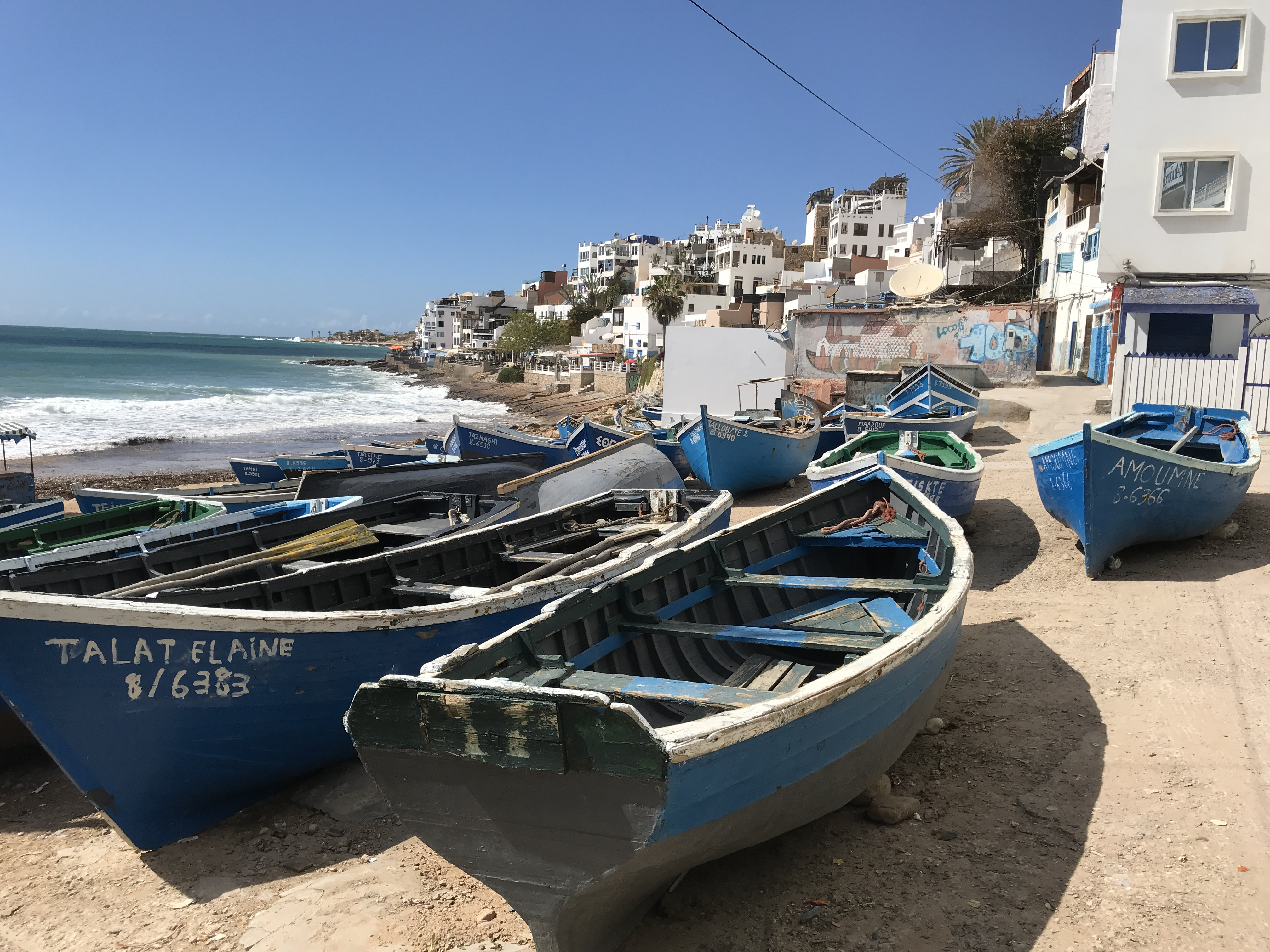
قوارب الصيد التقليدي في تغازوت

- إعدادية نابلس

> من المشاريع المستقبلية في قطاع التعليم بجماعة تغازوت: بناء مدرسة جماعاتية في أدوز تجمع كل من مجموعة مدارس سيدي سعيد أوحماد ومجموعة مدارس سوق السبت.

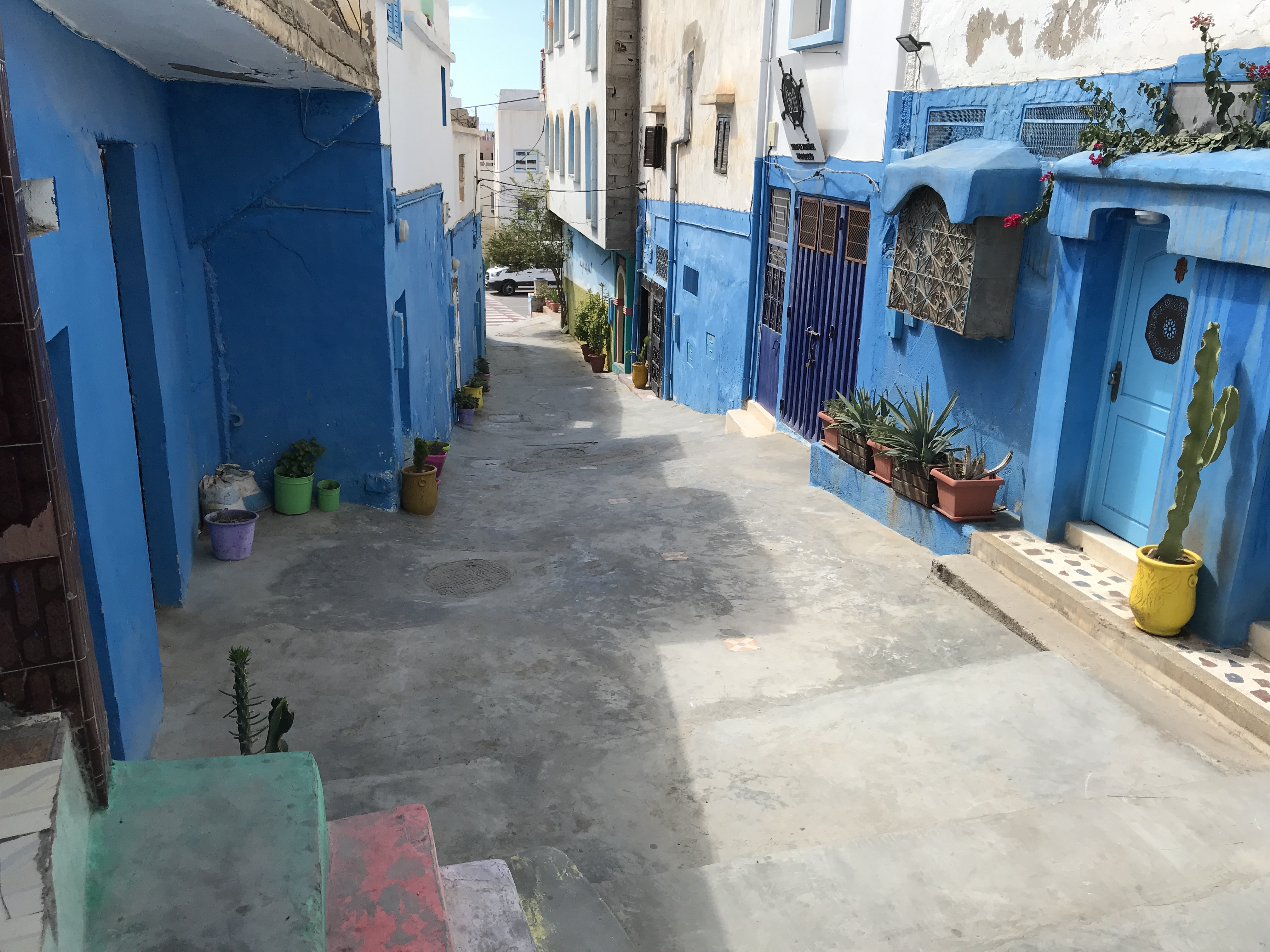
حي تم تهيأته في تغازوت

## الأمن
تغازوت تابعة أمنياً إلى الدرك الملكي.

## الصحة

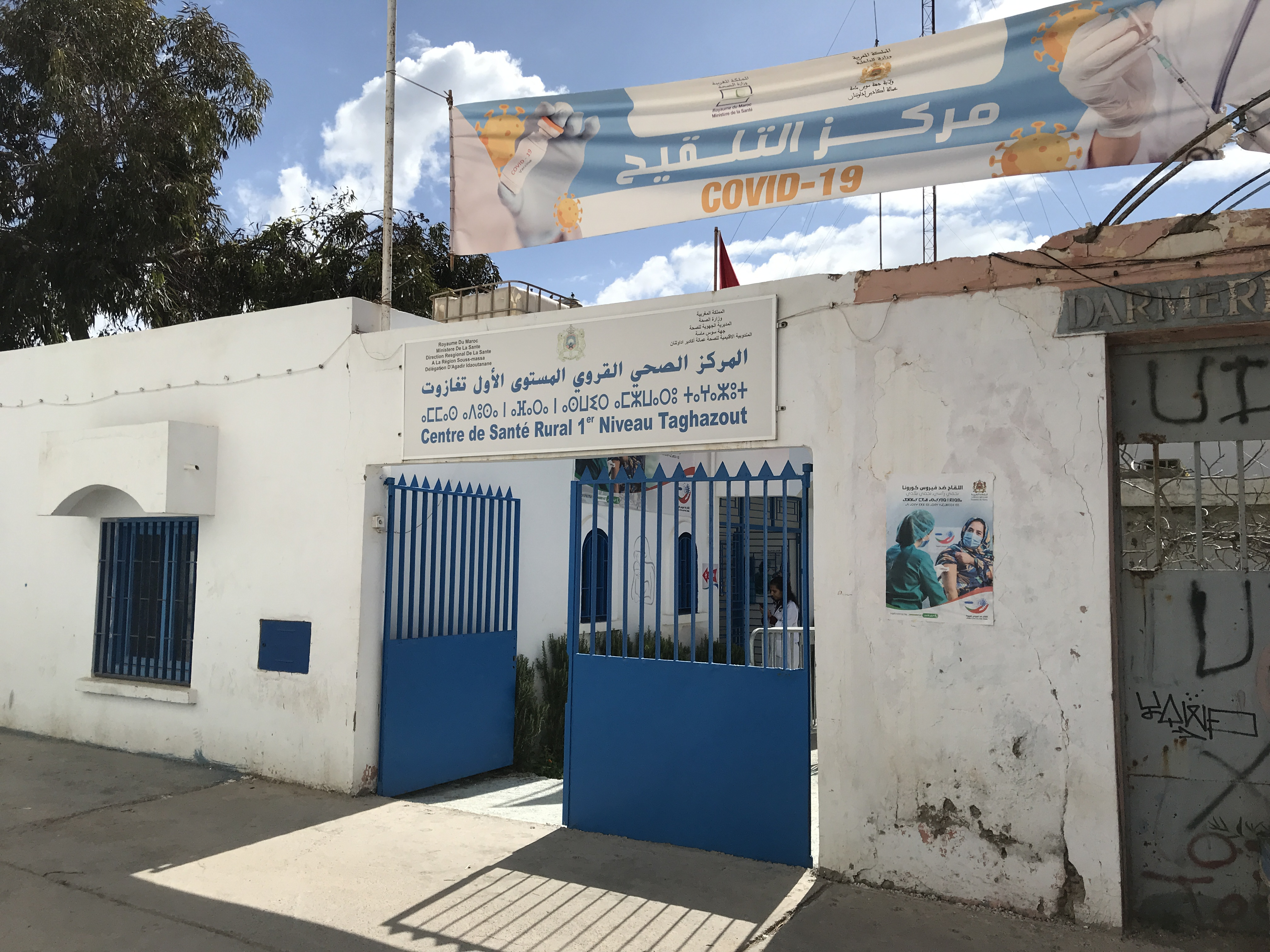
المركز الصحي تغازوت

يوجد في تغازوت صيدلية واحدة وتحمل اسم صيدلية تغازوت، كما يوجد بمركز الجماعة، مركز صحي قروي من المستوى الأول.

## الرياضة
قائمة الأندية والجمعيات الرياضية في جماعة تغازوت:
- نادي شباب تغازوت الرياضي لكرة القدم